# 가미나다치촌
가미나다치촌(上名立村)은 니가타현 니시쿠비키군에 설치되었던 촌이다. 현재의 조에쓰시에 해당한다.